# Azúcar de caña

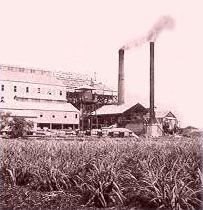
Ingenio azucarero en los Estados Unidos

El azúcar de caña es el azúcar producido a partir de la caña de azúcar. El proceso de fabricación de azúcar refinado de alta fineza de la caña de azúcar utiliza procesos físico-químicos naturales para quitar las impurezas.

## Proceso de realización de la caña de azúcar
El proceso de fabricación consta de los siguientes pasos:

### Entrada de la caña de azúcares
La caña que llega a la fábrica, se pesa y luego se descarga sobre las mesas con grúas.

### Molienda

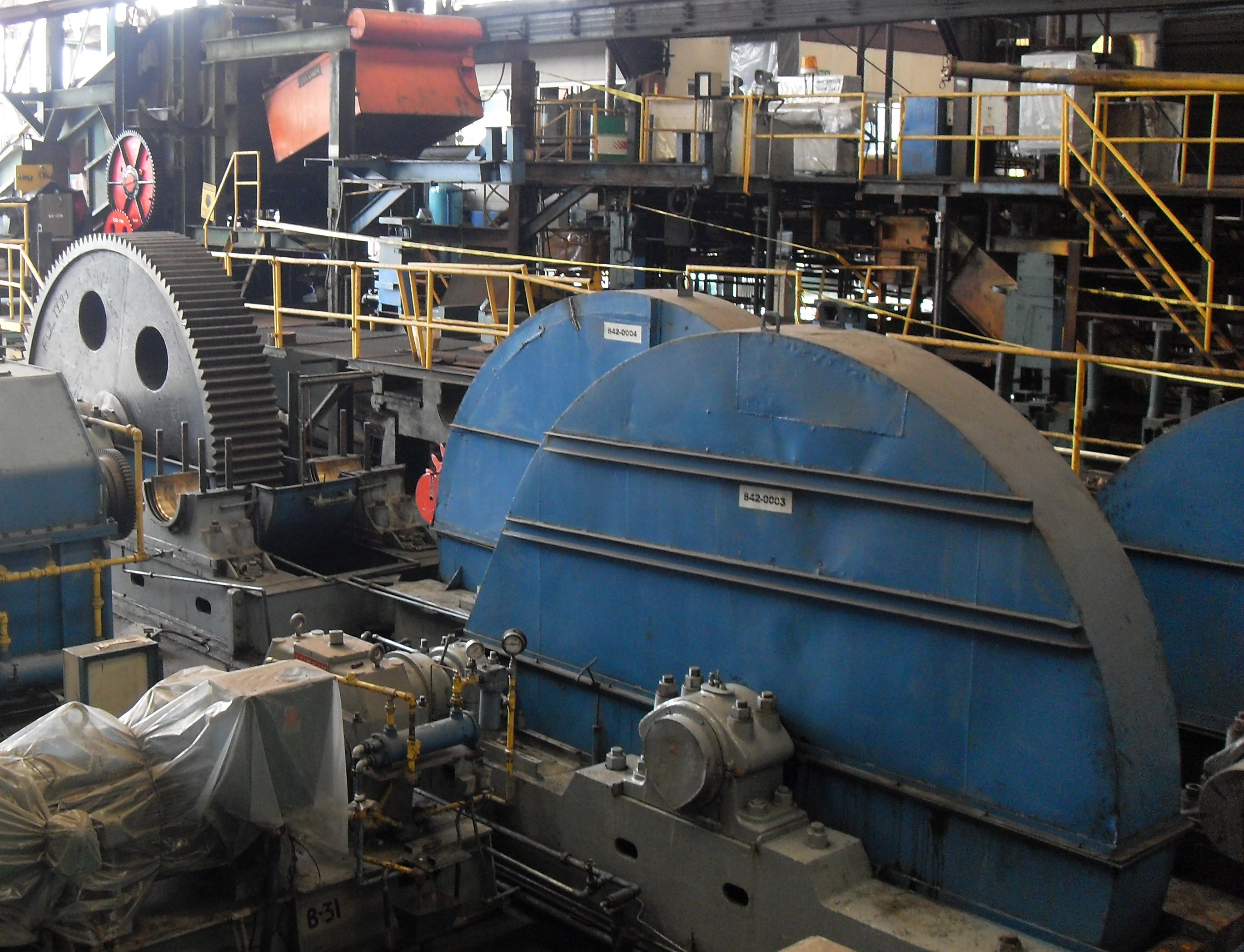
Molinos en una azucarera en Guatemala

La caña es sometida a un proceso de preparación que consiste en romper o desfibrar las celdas de los tallos. Luego unas cintas transportadoras la conducen a los molinos, donde se realiza el proceso de extracción de la sacarosa.
El bagazo sale del último molino hacia las chimeneas, para usarlo como combustible, o al depósito de bagazo, de donde se despacha para usarlo como materia prima en la elaboración de papel.

### Clarificación
El jugo proveniente de los molinos, pasa al tanque, donde se rebaja su grado de acidez. Antes de pasar a los clarificadores va a un tanque abierto a la atmósfera, en el cual pierde entre 3-4 °C por acción de evaporación natural. Los sólidos decantados pasan a los filtros, trabajan y están recubiertos con finas mallas metálicas que dejan pasar el jugo, pero retienen la cachaza, que puede ser usada como abono.

### Evaporación
Luego el jugo clarificado pasa a los evaporadores, que funcionan al vacío para facilitar la ebullición a menor temperatura. En este paso se le extrae el 75 % del contenido de agua al jugo, para obtener el producto o meladura.

### Cristalización

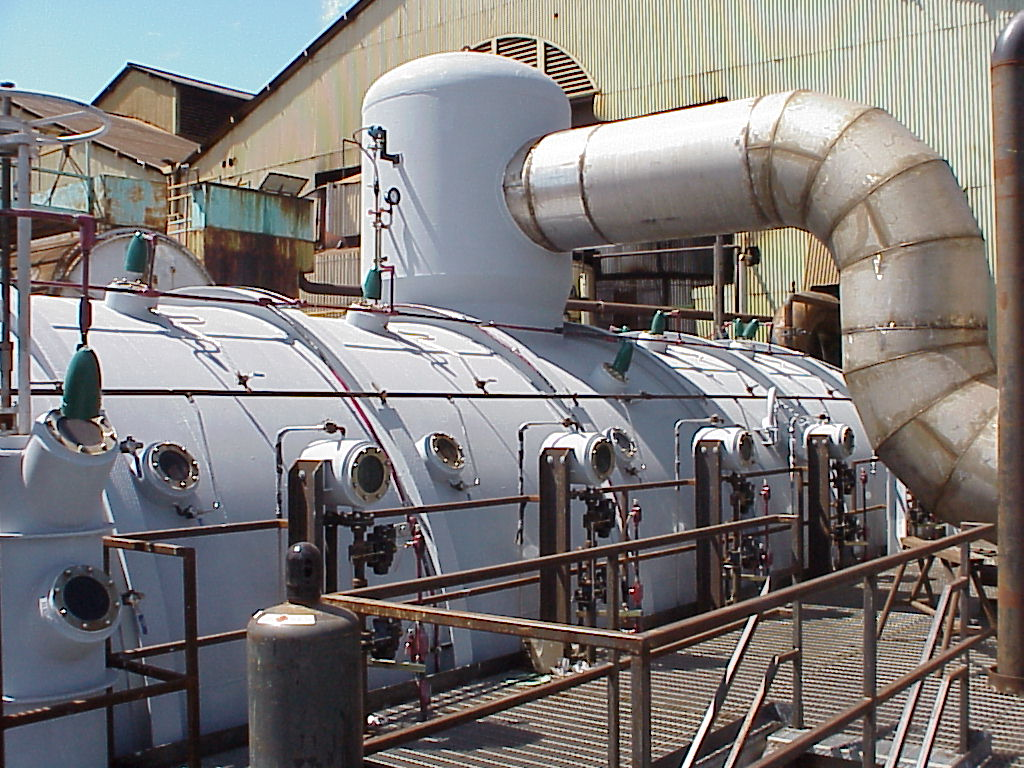
Tacho continuo en una central azucarera de Hawái.

El cocimiento de la sacarosa, producirán azúcar crudo (azúcar para refinación), melaza (para producción para animales), azúcar blanco (para consumo directo) o refinada.

### Separación o centrifugación

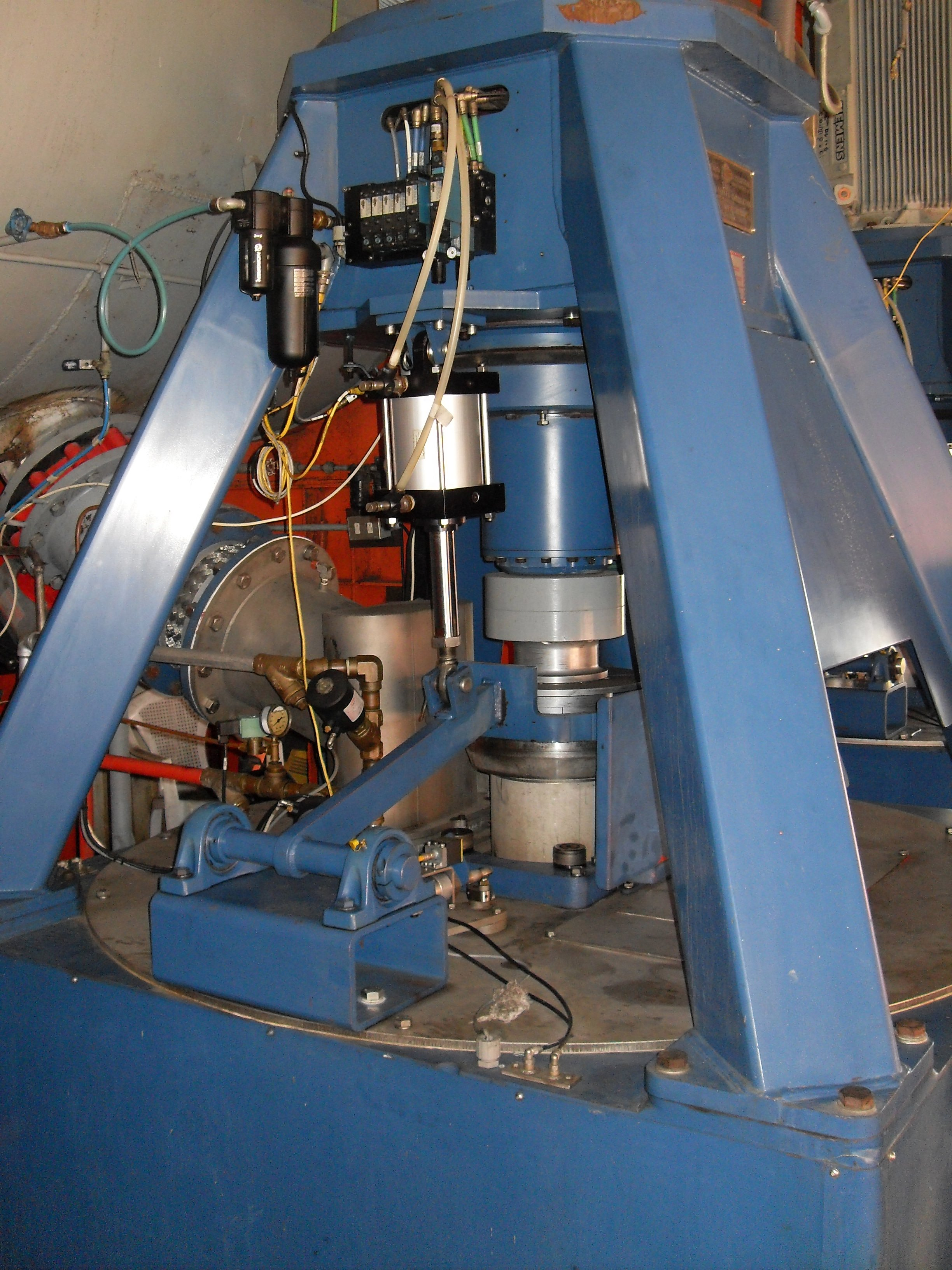
Centrifugadora en un ingenio azucarero

Los cristales de azúcar se separan de la miel restante en las centrifugadoras. El líquido sale por la malla y Las mieles vuelven a los tachos, o bien se utilizan como materia prima para la producción de alcohol etílico en la destilería. El azúcar de primera calidad retenido en las mallas de las centrífugas se disuelve con agua caliente y se envía a la refinería.

### Refinado
Mediante la refinación, se eliminan las materias inorgánicas que el licor pueda contener. El azúcar disuelto se trata con ácido y sacarato de calcio para formar una mezcla homogénea, las cuales se retiran fácilmente en el clasificador.

### Secado
El azúcar refinado se lava con condensadores de vapor, se seca con aire caliente, se clasifica según el tamaño del cristal y se almacena en silos para su posterior envasado.

## Envasado
El azúcar crudo de exportación sale directamente de las centrífugas a los silos de almacenamiento. Allí se carga a granel en las tractomulas que lo llevarán al puerto de embarque o bien se envasa en sacos de 50 kg para ser utilizado en la fabricación de alimentos concentrados para animales.
El azúcar refinado se envasa en presentación de 5, 500, 1000, 2500 y 3000 gramos; 50, 100 y 150 kilogramos e incluso por tonelada.